# 14114 Randyray
14114 Randyray este un asteroid din centura principală de asteroizi.

## Descriere
14114 Randyray este un asteroid din centura principală de asteroizi. A fost descoperit pe 17 august 1998 la Socorro, New Mexico, în cadrul proiectului LINEAR. Asteroidul prezintă o orbită caracterizată de o semiaxă mare de 2,39 ua, o excentricitate de 0,18 și o înclinație de 3,5° în raport cu ecliptica.